# Колофон (город)
Колофон (др.-греч. Κολοφών) — ионический союзный город в Лидии (Малая Азия), на реке Галес, между городами Лебедос (в 120 стадиях к западу) и Эфес (на юге), с оракулом вблизи и храмом Аполлона Кларосского.
Колофон славился своей сосновой смолой, высоко ценимой музыкантами того времени. Название канифоли, colophonium, происходит от colophonia resina, «колофонская смола».
Колофон принадлежал к 7 городам, называвшим себя местом рождения Гомера. Это, возможно, старейший из 12 городов Ионического союза. Название города происходит от греческого κολοφών — «вершина, венец», возможно по форме горного хребта нависающего над городом. К тому же греческому слову восходит библиографический термин «колофон».
Основателями города колофонцы считали двух сыновей афинского царя Кодра. Из Колофона происходили философ Ксенофан, поэт Мимнерм и художник Ктесилох. Некоторое время здесь жил Эпикур. Колофон был самым сильным из Ионических городов и славился своей кавалерией, а в особенности роскошной жизнью обитателей, пока Гидес Лидийский не завоевал город в VII веке до н. э. Значение Колофона пошло на спад и он был совершенно затмлён соседями: Эфесом и главное быстро растущим портом, стратегическим центром Ионии — Милетом. После смерти Александра Македонского, Пердикка изгнал афинских поселенцев (включая Эпикуров) на Самосе в Колофон. Город не раз подвергался жестоким опустошениям, в последний раз Лисимахом (начало III века до н. э), который перевел жителей в гавань Колофона — Нотион, с тех пор называвшийся Колофоном и в Лебедос.
В период Римской империи город так и не восстановился (в отличие от Лебедоса) и потерял своё значение. Название города перешло на бывший до этого небольшой деревушкой порт Нотион, а затем вышло из употребления в I веке н. э. Развалины Колофона в 1887 г. были открыты Шухгардтом между Трачей и Деирмендересси. Руины города ныне находятся близ небольшой деревни Гяур-Куи в вилайете Измир, Мендерес.